# Кевін Стаут
Кевін Стаут (фр. Kevin Staut, нар. 15 листопада 1980) — французький вершник, олімпійський чемпіон 2016 року.

## Виступи на Олімпіадах
| Олімпіада           | Дисципліна            | Місце |
| ------------------- | --------------------- | ----- |
| Лондон 2012         | індивідуальний конкур | 34    |
| Лондон 2012         | командний конкур      | 12    |
| Ріо-де-Жанейро 2016 | індивідуальний конкур | 22    |
| Ріо-де-Жанейро 2016 | командний конкур      | 1     |

## Зовнішні посилання
- Кевін Стаут — олімпійська статистика на сайті Sports-Reference.com (англ.) (архівна версія)

1. ↑  Who's Who in France — Paris: 1953. — ISSN 0083-9531; 2275-0908